# Hanzinne (rivière)
L'Hanzinne est une rivière de Belgique, affluent en rive droite de la Sambre et donc sous-affluent de la Meuse. Elle prend sa source au cœur de l’Entre-Sambre-et-Meuse, dans les bois se trouvant à l’est du village d’Hanzinelle et, suivant un parcours sud-nord, la rivière longe le village de Hanzinne puis traverse le village de Hymiée. À Gerpinnes elle reçoit les eaux de deux ruisseaux et son débit devient plus important.  
Longeant depuis Hanzinne l’ancienne ligne de chemin de fer 138 (Châtelet-Florennes)  - qui est devenu un parcours RAVeL - et très rurale et bucolique jusqu’au Château d'Acoz elle devient zone d’activités industrielles par la suite, et jusque son embouchure  dans la Sambre (rive droite) à Châtelet, dans les faubourgs sud de la ville de Charleroi.   
Longue de plus de quinze kilomètres le Hanzinne alimentait autrefois forges et moulins de la région entre Acoz et Bouffioulx et a permis le développement d’une petite industrie locale.